# Di truyền học sinh thái
Di truyền học sinh thái nghiên cứu di truyền học trong các quần thể tự nhiên.
Bộ môn này thì tương phản với di truyền học cổ điển, thứ làm việc hầu hết với các loài lai tạp giữa các giống trong phòng thí nghiệm, và phân tích chuỗi DNA, thứ nghiên cứu gien ở cấp độ phân tử.
Nghiên cứu trong lĩnh vực này là về các tính trạng của tầm quan trọng sinh thái—tức là, những tính trạng liên quan đến giá trị thích nghi, thứ ảnh hưởng tới sự sinh tồn và duy trì nòi giống của một sinh vật. Có thể lấy ví dụ là: thời gian nở hoa, sức chịu hạn, tính đa hình, khả năng bắt chước, khả năng tránh sự tấn công của kẻ săn mồi.
Các nghiên cứu thường xuất hiện sự trộn lẫn giữa các lĩnh vực và các nghiên cứu trong phòng thí nghiệm. các mẫu vật của các quần thể tự nhiên có thể được mang về phòng thí nghiệm để phân tích sự đa dạng gien của chúng. Các thay đổi trong quần thể ở những thời điểm và địa điểm khác nhau sẽ được ghi chú lại, và các quy luật chết đi của cá thể trong những quần thể này sẽ được nghiên cứu. Các nghiên cứu thường được thực hiện trên côn trùng và các sinh vật khác mà có vòng đời ngắn.

## Lịch sử
Mặc dù trước đây đã có các công trình nghiên cứu về các quần thể tự nhiên nhưng nhà sinh vật học người Anh E.B. Ford (1901–1988) được công nhận là người đã sáng lập nên lĩnh vực này vào đầu thế kỷ XX.